# Ludwig Zorn

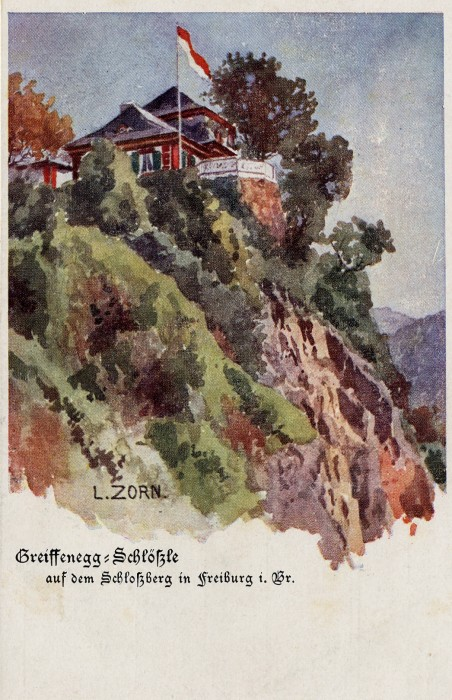
Bild um 1900, Greiffenegg-Schlössle in Freiburg im Breisgau

Ludwig Zorn (* 14. Juni 1865 in Wertheim; † 24. Februar 1921 in Freiburg im Breisgau) war ein deutscher Maler.
Zorn studierte seit 1881 an der Großherzoglichen Kunstschule Karlsruhe bei Gustav Schönleber, 1882 an der Kunstakademie Düsseldorf, von 1882 bis 1888 wieder an der Kunstschule Karlsruhe bei Gustav Schönleber. Von 1890 bis 1895 war er als Zeichenlehrer am Bender’schen Institut in Weinheim tätig, danach als Zeichenlehrer an der Universität Freiburg i. Br. Er war Mitglied der Künstlervereinigung „Breisgauer Fünfer“. Zorn war mit dem Schwarzwaldmaler Hermann Dischler befreundet.
Werke (Auswahl)
- Trüber Tag im Schwarzwald
- Herbst
- Feldberg
- Dunstiger Morgen